# Cranichidinae
Cranichidinae é uma subtribo de plantas da subfamilia Orchidoideae dentro da família Orchidaceae.
Proposto por Lindley Os membros deste subtribo apresentam polínia granular, caudículos rudimentário ou inexistente. O apêndice é mentoso e forma a base dos sépalos laterais e os lábios. Flores não recolhidas.
Géneros:
| - Aa - Altensteinia - Baskervilla - - Coilochilus - Cranichis - - Exalaria | - Gomphichis - Fuertesiella - - Myrosmodes - Nothostele - - Ocampoa - Ponthieva - - Porphyrostachys | - Prescottia - Pseudocentrum - - Pseudocranichis - - Pterichis - - Solenocentrum - Stenoptera |